# Projecte Genogràfic
El Projecte Genogràfic (en anglès, The Genographic Project) va ser un estudi antropològic genètic impulsat per la National Geographic Society entre 2005 i 2019 que té com a objectiu mapar els patrons històrics de migració humana mitjançant la recollida i l'anàlisi de mostres d'ADN. L'any 2018, gairebé un milió de participants de més de 140 països s'havien sumat al projecte.

## Història del projecte
Creat i dirigit pel director del projecte Spencer Wells el 2005, The Genographic Project és una col·laboració sense ànim de lucre de finançament privat entre la National Geographic Society i la Fundació Waitt. Inicialment, els investigadors de camp d'onze centres regionals de tot el món van començar recollint mostres d'ADN de poblacions indígenes. Des de finals del 2015, el Projecte ha estat dirigit per Miguel Vilar.
A finals de 2012, el Projecte Genogràfic va anunciar la finalització d'un nou xip genotipat, dedicada a l'antropologia genètica, anomenada GenoChip. GenoChip està dissenyat específicament per a proves antropològiques i inclou SNPs d'ADN autosòmic, ADN del cromosoma X, ADN del cromosoma Y i ADN mitocondrial (ADNmt). El disseny del nou xip va suposar un esforç col·laboratiu entre Wells de National Geographic, Eran Elhaik de la Universitat Johns Hopkins, Family Tree DNA i Illumina.
A finals 2015, es va dissenyar un nou xip com a esforç conjunt entre Vilar i Family Tree DNA.
A la primavera del 2019, es va anunciar que el projecte Geno havia finalitzat, però els resultats encara continuaran fins al 2020.